# 拉里·勞頓
拉里·勞頓（英語：Larry Lawton，1961年10月3日—）是一位美國前科犯、作家、法律助理、演說家和YouTube創作者。他因1996年在大西洋沿岸連續盜竊珠寶店而聞名，最終被捕入獄。他在監禁中度過了12年，後來開始了他的演講生涯、生活教練和作家生涯。

## 早年生活
拉里最初接觸有組織犯罪是通過他的父親，他是一位替紐約黑手黨送賄賂的金屬工人。在小學一到六年級時，拉里曾擔任聖方濟各沙田教堂的祭壇男孩，但遭受一名天主教神父的性侵。拉里曾在Intermediate IS 192和Lehman High School就讀，但未取得畢業證書。他於1979年8月加入了美国海岸警卫队，參與了马列尔事件。在1983年取得普通教育發展證書文憑後，他離開了海岸警衛隊並開始從事犯罪活動，主要是放高利貸和賭博。

## 犯罪生涯
拉里在28歲時進行了他的第一起搶劫，這是一起內部犯罪行為，目的是收取保險金。之後，他開始沿著大西洋海岸搶劫珠寶店，並藉助與甘比諾犯罪家族內部的關係來販賣贓物。他還曾購買佛羅里達州北勞德代爾的一家意大利比薩飯店，並在之後製造火災以詐領保險金。他因成為美國最大的珠寶盜竊罪犯之一而聞名，並在1996年被列入聯邦調查局的通緝名單。

## 被捕
1994年5月，三名男子在佛羅里達州戴通納海灘的一家珠寶店搶走了價值50萬美元的黃金和鑽石（相當於2022年近95萬美元）。這些搶劫犯曾經把珠寶送修，之後再返回搶劫了這家商店。然後在同年的10月，有四名男子在佛羅里達州棕榈湾的一家珠寶店犯下了該市歷史上最大的搶劫案，搶走了價值48萬美元的黃金和鑽石（相當於2022年91萬美元）。在這次搶劫中，兩名店主被綑綁，而另外兩名搶匪搶劫了店內的物品，第三名則負責監視，最後一名則負責開車逃跑。當地警方認為這次搶劫與1994年5月在戴通納海灘搶案有關，並聯繫了聯邦調查局。
1996年，在宾夕法尼亚州費爾萊斯山發生了一起珠寶商店搶劫案。搶匪在前一天曾經到店裡詢問戒指，第二天回來後，拿出BB槍並制服了店主。店主設法脫困，拿起一支.38口徑手槍，向逃離的搶匪開了五槍。其中一顆子彈差點擊中勞頓，但擊中了他的兄弟。後來，下巴克斯縣另一家珠寶店發現有可疑人士正在進行採點，向警方提供了車牌號碼，發現該車與拉里有關。1996年12月2日，FBI在佛羅里達州逮捕了拉里，並以搶劫罪名起訴他。隨後他們也查到1994年10月的棕榈湾搶案也是他們犯下的案件，他也因此被指控搶劫罪名。
據信拉里偷竊了大約 20~25 家珠寶店，偷走了約價值1,500 萬~1,800 萬美元的高價值物品，包括手錶、鑽石和其他寶石。拉里後來表示他是1980年代和1990年代在美國境內最大的珠寶盜賊。

## 入獄
联邦调查局曾以減刑三年讓拉里供出同夥，但他沒有接受這個交易。他因涉及敲詐勒索罪被判刑11年，直到2007年才出獄。他於2002年因作偽證受到額外的判刑。在獄中，拉里獲得了法律助理資格，成為了一名幫派調解人。他在服刑期間被關押在許多監獄，包括喬治亞州的傑塞普監獄、紐約的瑞克島監獄、南卡羅萊納州的艾奇菲爾德監獄和密西西比州的亞祖城監獄。在講述他的監獄經歷時，他說：“我看到犯人被刺傷，朋友死亡”，“我看到年輕人被強姦，作為其他犯人的妓女出售。”他另外說：“我的手臂被按住，我被打並被獄警踢了，我的肋骨被打斷，每個月我都會被打一次。”
2003年在獄中，拉里因為受到懲罰而被送進單獨監禁27天。他對獄中及其工作人員提起訴訟，聲稱他們侵犯了他的權利。但後來這個訴訟被駁回。拉里說他後悔在獄中度過的時間，因為他錯過了自己孩子的成長；他的祖母去世了，父親在他關押期間患上了。

## 出獄後

### Reality Check計畫
拉里出獄後前往佛羅里達州的棕櫚灣，創立了LL Research and Consulting公司，並遇見了一位商業夥伴。他還創立了Reality Check計畫，旨在向青少年展示犯罪生涯的後果。該計畫長達四個小時，然而Lawton並沒有兒童心理學或犯罪學方面的學位。高中學生可以將參加此計畫的時間算入Bright Futures獎學金計劃所需的75小時志願服務時間。
執法官員和法官支持這個計劃。 2009年，布里瓦德縣警長辦公室花費4500美元購買了500張來自Reality Check計劃的DVD。這些DVD包含了拉里計劃的精簡版，時長為67分鐘。 2009年，佛羅里達州的警察部門將這些DVD用作社區警務項目的一部分，購買這些DVD的資金是從沒收資產獲得的。到2010年，拉里已經向全國發運了1萬張DVD。 2013年，由於他在出獄後的工作，拉里被密蘇裡州聖路易斯湖市警察局任命為名譽警官。他是第一個成為名譽警官的前科犯。聖路易斯湖警察局長讚揚了拉里有關進監獄的後果的訊息，稱這不是一個“嚇唬人的計劃”，並指出拉里說“恐懼沒有持久的影響力”。拉里和警察局長後來出現在美國國會面前，以表彰該計劃。
然而，Brevard公立學校的學生服務主管拒絕使用該計畫，並質疑其有效性，聲稱「儘管該計畫組織跟出發點都很良好，但它不符合科學的基於證據的研究指南。」
拉里也創立了 Reality Check基金會，一個501(c)(3)組織，包括一個指導計劃和一個年度高爾夫球聚會。它還主辦一年一度的保齡球比賽。

### 其他
拉里是一位支持囚犯及其權利的倡議者，他對司法系統發表評論。2013年，布里瓦德縣監獄推出了一個試點項目，重新引入了囚犯鐵鍊工作隊，旨在阻止犯罪。拉里對此表示批評，稱「鐵鍊工作隊會向外界傳遞關於美國的負面信息」。相反，他提出更好的利用執法資源的方法是「幫助有藥物成癮問題的囚犯」。他還批評布里瓦德縣在2013年停止了給囚犯寫信的做法。他表示，一些收信人可能是無辜的。他還關注監獄條件以及出獄後的債務負擔及其對失業的前科犯的影響。拉里還表達了對芬太尼掺雜海洛因盛行的擔憂，指出過去毒販曾試圖出售不含任何添加劑的純海洛因。
2017年，他現身在北卡羅萊納州哈維洛克市的一所中學，解釋他在監獄的經歷。他的現身是毒品濫用抵制教育計劃的一部分。
拉里曾經在許多媒體露面，包括《每日秀》、視博恩和福克斯新聞等。他通常會作為搶劫案的專家在節目中討論犯罪事件。2010年，拉里拍攝了《拉里法則》真人秀的試播集和預告片，節目內容基於他的與危險青少年的工作。此外，他還曾經主持當地的脫口秀節目。2012年，拉里自費出版了與彼得·戈倫博克合著的自傳《Gangster Redemption》，該書長達367頁，內容講述了他的早年生活、一系列的犯罪行為以及他出獄後的職業生涯。
2019年，他受邀到的Youtube頻道去分析電影中的搶劫片段，像是，也在自己的個人頻道分析電玩《俠盜獵車手V》的搶案情節，也實測電玩《监狱建筑师》。

## 出版書籍
- Lawton, Larry; Golenbock, Peter. . New York: LL Research & Consulting. 2012. ISBN 978-0985408206.

## 外部連結
- Reality Check計畫官方網站 （页面存档备份，存于）
- The Redeemed: Larry Lawton （页面存档备份，存于） - A&E
- YouTube上的「前職業珠寶搶匪」解密好萊塢電影：「就算搶了一卡車的畢卡索畫作，也沒人敢買的！」｜拆解經典電影｜Vogue Taiwan
- Posey Presents Reality Check Community Champion Award to Thomas Reed of Rockledge （页面存档备份，存于） - 眾議員比爾·波西